# Analysis situs
Cet article concerne la recherche de Leibniz. Pour l'article de Poincaré, voir Analysis situs (article).
L'appellation d'Analysis Situs a été donnée par Leibniz à une recherche qu'il conduisit toute sa vie sur l'établissement d'un symbolisme qui serait pour la géométrie ce que le symbolisme algébrique était aux nombres.

## Antécédents de l'Analysis Situs
En 1591, le mathématicien et maître des requêtes François Viète fait paraitre un ouvrage, l'Isagoge, dans lequel il développe un art nouveau qu'il appelle l'Analyse spécieuse. Il y montre qu'il est possible de poser des conventions qui vont permettre de calculer avec les lettres représentant des nombres. Le succès est immédiat et le développement de ce qui va devenir l'Algèbre est fulgurant. En 1637 Descartes dans sa Géométrie en fait une application à cette branche des mathématiques et montre qu'on peut faire correspondre un point à un couple de nombres qui seront ses coordonnées. C'est le début de l'Analytique. Désormais la géométrie va utiliser les acquis de l'algèbre. Dans ce domaine aussi le développement est spectaculaire.
Quand Leibniz arrive en France en 1672 où il va passer quatre ans il découvre véritablement cette Algèbre et cette Analytique dont il n'avait eu jusque-là que des aperçus. C'est probablement en référence à l'Analyse Spécieuse de Viète qui a révolutionné l'Algèbre, que Leibniz donne le nom d'Analysis Situs à la recherche qu'il conduit sur le même principe en géométrie.

## La conception de Leibniz
Pour Leibniz le monde est parfait et cette perfection implique qu'il doit finalement être simple. S'il se trouve que nous lui découvrons des imperfections cela vient seulement de ce que nous ne savons pas voir les choses sous leur bon angle. Et pour voir les choses sous le bon angle il suffit de découvrir le symbolisme qui permettra de mettre leur simplicité en évidence. C'est ainsi que dès son plus jeune âge Leibniz cherche une caractéristique universelle qui permettrait dans tous les domaines de faire l'approche idéale.
Le seul domaine où il ait réussi est celui de l'Analyse qui fait dire à Louis Couturat : « Les notations que Leibniz introduit dans le calcul Différentiel sont le meilleur exemple de sa caractéristique universelle ». Et en effet dans ce domaine les notations qu'il introduit sont si performantes qu'elles sont encore en vigueur aujourd'hui.
La grande idée de Leibniz est alors qu'il doit être possible en géométrie de trouver un symbolisme spécifique qui permette pareillement de calculer avec des lettres représentant des points comme l'algèbre calcule avec des lettres représentant des nombres. Et il appelle Analysis Situs ce symbolisme nouveau.
Car pour Leibniz le nombre n'est pas l'outil qui convient pour aborder convenablement la géométrie. En effet il ne tient compte que des grandeurs et pas des formes. De plus c'est un rouleau compresseur. Il permet de trouver toutes les propriétés de la courbe d'équation y = x² + x mais il fait perdre de vue que ce faisant on additionne une surface avec une longueur ce qui est un non-sens géométrique.

## Histoire de l'Analysis Situs
De nombreux documents attestent que cette recherche l'occupa toute sa vie. Mais hélas, il ne réussit pas à en donner des exemples convaincants. Pour le bicentenaire de sa naissance en 1846, un concours fut proposé par une société savante de Leipzig sa ville natale pour chercher si on pouvait réaliser ce symbolisme sans nombres. Mais il n'y eut aucun candidat. On élargit alors les conditions en acceptant un symbolisme avec participation du nombre et c'est Grassmann qui obtint le prix en proposant ce qui allait donner plus tard les espaces vectoriels.
Depuis il semble que cette recherche de l'Analysis Situs a été abandonnée.